# 井上織姬
井上織姬（日语：／ Inoue Orihime */?）是日本漫畫《BLEACH》中的角色。

## 創作與構思
- 作者在漫畫第5章的扉頁用英文解釋人物姓名涵義時，便以「Vega Highwell」詮釋織姬的姓名[5]。其中「Highwell」直譯的意思是「高處水井」，即為姓氏裡的「井上」。「Vega」為英文的織女星，在日文裡的漢字亦寫作「織姬」。至於「姬（ひめ）」字則是日文對貴族女子的稱呼，漫畫第41話的標題「Princess & Dragon」，也用「Princess（公主）」來代表織姬。

## 人物

### 外貌與性格
黑崎一護的同班同學，於故事初期擔任班上的衛生股長兼手工藝社員。特徵是棕黃色的長髮與褐色雙瞳（動畫版為橙紅色長髮與灰藍色雙瞳），前期留著覆蓋前額的瀏海，後來將瀏海梳成側分的模樣。佩戴成對的淺藍色花形髮夾，是兄長井上昊贈與她的遺物。血型為BO型。三圍為92.61.87，由於她有一對非常豐滿的巨乳，加上名字裡的「姬」字是日文「公主」的意思，所以在故事中時爾成為玩笑的對象（例如常常被千鶴襲胸，不過她並不會生氣）。待人溫和友好，思維奇特，經常有特殊幻想和出人意表的舉動。只要有人需要她協助治療傷勢，就會義不容辭地主動幫助對方，即便是曾經傷害自己的人也不例外。不過在動畫《靈魂狩獵者篇》時，因為發現好友龍貴被挾持走而十分激動，石田雨龍見狀而試圖安慰她使其冷靜，不料卻遭織姬怒聲反問石田怎麼不關心龍貴，甚至懷疑石田就是冒牌者，後因一護出面安撫，她的情緒才獲得平息。由此可看出她在朋友有難的時刻並無法保持如往常一樣的理性，也能看出在她對一護與其他人的差別待遇。因此既使外表看似大而化之，但只要關於一護的事情，內心就會變得十分敏感，所以對於總是能讓一護重新振作起來的露琪亞感到妒忌。在校成績名列第3名。十一番隊第五席綾瀨川弓親曾經讚譽她的美。藍染惣右介與烏爾奇奧拉·西法還曾經用「太陽」來比喻她。
織姬的觀察力十分敏銳，她可以用靈壓感知並準確的指定某人所在的位置，其靈壓觀察力更是主角四人當中最敏銳的，但是這多數都在同伴遇到危機的時候顯現。而且在第二部劇情裡，一護周圍的靈壓發生變化時，她也是第一個發現的。除此之外，她還擁有相當精細的靈壓掌控能力，因此能在屍魂界拯救篇最先學會靈珠核的操控方式，還能察覺並自由進出前任副鬼道眾長有昭田缽玄設下的結界。本身味覺比較特別，不過她也喜歡一般的食物，尤其是乳製品（在松原真琴著作的官方小說裡，則透露其對酒精抵抗力較弱的特性）。護廷十三隊十番隊副隊長松本亂菊和她的口感相同，對織姬的烹飪讚不絕口，但其他人對此不敢恭維。喜歡的國家是亞洲。其性格隨著劇情進展，逐趨成熟堅強，後期甚至練就聚集大氣中的靈子於空中移動的能力。作者在附錄特典集賦予織姬的關鍵詞為「花」。
能力是头上发夹中的“盾舜六花”，通常用做防御术和修复术，因为她的存在，才能使黑崎一护一行人很快从战斗中恢复，喜欢黑崎一护并对他暗暗许下“五世只爱君一人”的誓言，为了保护和支持一护而在不断努力修行，提高自己。在千年血战中井上织姬通过了浦原喜助的修行，能力大幅度提升。并在大决战中通过月岛秀九郎的帮助成功修复了一护的天锁斩月，使得一护与同伴最终打败了友哈巴赫，成功的解救了屍魂界、現世和虛圈。

### 身世與經歷
織姬出生於不和睦的家庭，由於双亲具備著嚴重的暴力傾向，她的兄長井上昊便開始負責全權照顧她。在她3歲那年的春天，昊帶著織姬遠離雙親，在外相依為命生活了9年，但在剛上中學沒多久，織姬便遭到學姊欺凌剪去長髮。直到某日從昊的手中獲贈一對雪花型髮夾時，織姬出於無法言喻的理由，不喜歡那對髮夾，還因此和昊發生爭執，結果昊就在當天出門的時候發生車禍，被織姬揹往黑崎診所進行急救。雖然當時的一護透過對講機得悉織姬揹著兄長上門求診，連忙開門讓兄妹倆進來診所裡候診，但由於昊的傷勢遠超乎診所設備的應對範圍，還來不及轉送至其他醫院接受治療，便於等候轉院的期間撒手人寰。儘管織姬因為這個契機認識了一護，然而當時沒能和昊親自道別，便成為織姬最後悔的一件事。由於雙親下落不明，加上兄長身故失去生活依靠，因此織姬開始在遠房親戚的援助下獨自生活。
和當時就讀同所中學的有澤龍貴成為好友之後，織姬在龍貴的保護與指導下，她的空手道得以達到初段水準，不再受到學姊的欺負，並可以輕鬆地擊昏普通死神。此外，她也順利地將頭髮重新蓄長，為此她表示不會再將長髮剪掉。欽佩朽木露琪亞，同校女生本匠千鶴愛慕著她（不過根據龍貴的說法，那只是對美少女的發情）。
正傳中雖然暗戀著一護，並曾經偷偷在前者不知情的情況下向他告白，但對方對此毫無知覺；後期將一護視為幫助她克服難關的對象，並對前者抱持著感激的態度。千年血戰篇落幕十年後織姬與一護結婚並育有一子，名為黑崎一勇。

## 漫畫劇情表現
初期與黑崎一護的互動並不頻繁，在朽木露琪亞來到空座町之前，織姬幾乎每天都會因故導致身體受傷。某夜，織姬在外出的時候遭小客車擦撞受了些傷，並於隔天購買晚餐食材的返家途中，巧遇正在公園進行特訓的一護和露琪亞（動畫版則是在前兩者進行特訓的當天發生車禍）。露琪亞和織姬會談的期間，發現她的腳部傷勢有異，警覺織姬在昨夜遭受虛的攻擊，並在獲知其兄長因車禍往生的實情後，提醒一護特別留意織姬的動向。不料，就在當天晚上，變成虛的昊忽然現身襲擊一護、露琪亞、織姬和龍貴。織姬因受到攻擊而靈魂出竅，目睹了成為虛的兄長和死神化的一護之間的戰鬥，後來織姬告訴昊，她一開始經常為昊祈禱，但因為不希望昊經常擔心她，所以才想讓昊見到她幸福的模樣。得知真相的昊為了不再傷害織姬，便拿起一護的斬魄刀自行淨化，織姬也終於如願與昊道別，露琪亞亦將織姬這段時間的記憶消除。雖然織姬的住處因為這件事情遭到損毀，導致她搬進新的租屋處之前，只能暫時寄宿在附近的旅店裡，但也因此開啟了自己的靈視能力。漫畫第43章/動畫13話 為了保護被虛創傷的龍貴，盾舜六花的能力因而覺醒。在危急的時候，織姬可以運用盾舜六花保護其同伴和為他們療傷。

### 屍魂界拯救篇
朽木露琪亞被帶回屍魂界的隔天，織姬發現班上大多數的同學都已經忘記露琪亞的存在，並在得知露琪亞被帶走的消息後，鼓勵一護前往屍魂界拯救露琪亞。為了搭救露琪亞，織姬和茶渡泰虎接受四楓院夜一的指導，進行為期10天的能力訓練。期間，她和茶渡邀請石田雨龍和他們一起修行，不過雨龍以想要獨自修行為由，婉拒了茶渡和織姬的邀約。當黑崎一護等人前往屍魂界時，織姬施展三天結盾為眾人擋下拘突的衝擊，還親自為遭市丸銀重創的兕丹坊進行治療。當一行人在志波姊弟住處學習靈珠核的操作方式時，最先掌握訣竅並展現精細的靈壓掌控力，令旁觀的金彥與銀彥為此感到驚嘆不已。
與一護等人闖入瀞靈廷後，織姬和雨龍一起行動，為了行動方便，還從兩位死神身上取得死霸裝作偽裝。當他們遇到十二番隊隊長涅繭利時，雨龍不得不叫十一番隊隊員荒巻真木造帶織姬逃離，自己則留下單獨戰鬥。途中荒卷與織姬遇上十一番隊副隊長草鹿八千流，被帶到十一番隊舍，織姬因此獲得十一番隊的援助。幾經週折後，在十一番隊隊長更木劍八、副隊長草鹿八千流、班目一角與綾瀨川弓親的協助護衛下，織姬終於和雨龍他們會合，還和一行人目睹藍染惣右介叛逃至虛圈的畫面。十二番隊長涅繭利，四番隊長卯之花烈與隊員伊江村八十千和，亦察覺織姬的能力前所未見。
屍魂界拯救篇近尾聲，織姬將雨龍特別修改過的洋裝轉交給露琪亞，還發現雨龍正逐漸喪失滅卻師的力量，但是織姬認為雨龍不希望其他人察覺他的異常情況，故選擇替雨龍保密這件事。直到開學日當天，織姬在對話中不慎透漏雨龍喪失滅卻師能力的消息，才使得一護因此發現雨龍回到現世後，便逐漸失去滅卻師能力的跡象。

### 破面篇
當牙密與烏爾奇奧拉·西法來到現世的時候，牙密大量吸食人類的靈魂（龍貴是受害者之一），織姬與泰虎前來救助龍貴，泰虎被打至重傷後，準備帶走龍貴的織姬在牙密想一口氣殺死他們的時候釋放了三天結盾擋住一擊，但隨後碎裂。幫泰虎治療後的織姬為了拖延一些時間，使用了孤天斬盾，並一再提高威力，但由於十刃的鋼皮過於堅硬，導致織姬失去了椿鬼。並且為了支援一護被牙密毆傷，後由於浦原喜助與四楓院夜一趕來救援才化險為夷。同時日番谷冬獅郎與松本亂菊等人到達現世，並且讓前兩者短暫寄住在織姬住處。因為看見重返現世的露琪亞能馬上讓沮喪的一護重新振作起來，所以暗自忌妒露琪亞，讓寄宿在家中的亂菊聽見，並受其鼓勵面對自己的心態問題，並且在偶然發現假面軍勢的本營沒多久，與亂菊和冬獅郎從護廷十三隊總隊長口中，得知藍染惣右介渴望利用空座町製作『王鍵』的野心，以及屍魂界準備蓄足戰力對抗藍染的消息。織姬希望出手協助眾人作戰，卻被浦原喜助以過於危險及實力不夠為由回絕。之後她被猿柿日柿里帶到有昭田缽玄面前，在缽玄的協助下修復椿鬼。露琪亞更自願協助織姬，與她在屍魂界進行能力訓練。

但藍染看上了織姬的能力，以讓崩玉能夠更快發揮作用為由（實為引來一護，讓屍魂界對現世疏於防備的計謀），派遣烏爾奇奧拉·西法將織姬帶回虛圈，將能夠讓配戴者擁有穿透物質能力的手環交給她，並准許她在12小時之內向任何一人道別。因為只有破面看得見織姬，於是織姬決定前往一護家，進入一護的房間向他道別，但一護身受重傷躺在床上休養，織姬牽起對方的手並試著親吻他，但是她做不到，她治療完一護並誓言「五世都要愛上同一人」的告白
|              | 黑崎同学，我啊……有好多好多想做的事情哦…… 我想当学校的老师……也想当宇宙飞行员……又想开间蛋糕店…… 我想去MR DONUTS跟店员说“请给我所有的甜甜圈!”…… 更想去31跟店员说“请给我所有口味的冰激淋!”…… 啊~~啊! 要是有5次人生就好了! 这样的话，我5次都要住不同的城市；5次都要吃不同的食物，吃得饱饱的；5次都要作不同的工作…… 然后，5次都要…… 喜欢上同一个人!谢谢你… …… …永别了…… |
| ——井上织姬， | |

随后抵達了虛圈，受藍染之命為葛力姆喬療傷，被交與烏爾奇奧拉看管行動。期間，藍染親自招見織姬，向她展示安置於圓柱匣裡的崩玉，還誆稱自己因為非常信任她，所以才會將崩玉交給她看管；織姬雖認為藍染並非真心信任她，但還是受對方先前的解說影響，產生「運用自身能力，將崩玉還原至無的狀態」的想法，並且在感受到夥伴們靈壓衰弱的跡象時，因為無法忍受烏爾奇奧拉出言汙辱戰敗的同伴的舉動，憤而出手打了他一記耳光。
烏爾奇奧拉離開行宮後，洛莉和梅諾莉趁機溜進行宮，將織姬毆打成傷，此時先前被織姬治好左臂的葛力姆喬忽然直接闖進行宮，順勢解決滋事的洛莉和梅諾莉。葛力姆喬聲明自己並非特地來救她，只是因為需要她的協助，才會順便藉此報答治療左臂的人情，旋即在織姬治癒遭重創倒地的洛莉和梅諾莉後，將其帶至遭烏爾奇奧拉重創倒地的一護面前，要求她治好對方的傷勢。未幾，發現織姬被帶離行宮的烏爾奇奧拉趕到現場，試著要求葛力姆喬交回織姬未果，雙方繼而爆發肢體衝突，織姬則和同樣在場的妮露目擊事發的經過。事後織姬得悉葛力姆喬要求她治療一護的用意，其實是為了和對方再次展開對決，為了保護一護而拒絕為其療傷，但最終還是在一護的請求下，同時為雙方療傷，並且在面對一護進入虛化狀態所散發的靈壓而為之卻步的時候，受到妮露的勸說影響，在現場為對方加油打氣，連帶讓聽見織姬加油呼喊的一護意志力爆發，繼而成功地擊敗葛力姆喬。
不久，隨後而至的十刃NO.5諾伊特拉現身重創葛力姆喬和一護，命令身為從屬官的戴斯樂挾持織姬，藉此控制她的行動。在恢復原型的涅爾和更木劍八先後介入該場決戰，擊敗諾伊特拉和戴斯樂的情況下，織姬終於得以脫離對方的控制，正欲協助劍八療傷之際，十刃NO.1史塔克接受藍染的命令，將她再次帶回虛夜宮。後來織姬與烏爾奇奧拉在第五之塔對談「心」的有無，還在一護遇到危險時，用三天結盾幫一護擋下烏爾奇奧拉快速的一擊，卻因為見到同伴被烏爾奇奧拉重創倒地的情景而放聲吶喊，導致一護因此變成「完全虛化」的狀態，不分敵我的對烏爾奇奧拉和雨龍發動攻擊。一護與烏爾奇奧拉展開劇烈決鬥並獲勝後，烏爾奇奧拉伸手探問織姬對他的看法，織姬含淚回答「我一點也不害怕」，並試著碰觸他的手，卻目睹烏爾奇奧拉在她面前化為塵埃。替雨龍療傷後，織姬跟著露琪亞、雨龍、茶渡、戀次離開虛圈和一護會合，她為十刃第三蒂雅·哈里貝爾及其從屬官療傷，還被浦原告知一護因施展「無月」而喪失死神力量的消息而絕望。
空座町大戰結束後的首月，織姬前往屍魂界協助四番隊長卯之花烈執行治療傷患的工作，她從卯之花烈的手中取得傳令神機，繼續和屍魂界保持聯絡，還跟著露琪亞、雨龍、茶渡探視剛從昏睡狀態清醒的一護。雖然織姬試著使用六花協助前者恢復死神的力量，但依舊徒勞無功，轉而和露琪亞商討協助一護恢復死神力量的計劃，加上先前目擊一護被烏爾奇奧拉重創的經驗影響，開始省思自己的實力與心態。為了不拖累一護並提升自己的實力，因而在接下來的日子裡進行能力訓練學會四天抗盾。

### 死神代理消失篇
空座町大戰結束1年5個月後，織姬升上了高中三年級，還開始在「ABCookies」蛋糕店兼職打工。她把自己的髮夾別在衣領上（偶爾會在使用能力時拿在手上），髮型變成側分瀏海與分為兩束的波浪型長髮，身材也變得更加成熟，還受到許多學弟的欣賞。一護和XCUTION領導人銀城空吾展開接觸的隔天，織姬對雨龍透露她似乎感受到前者的身邊環繞著不尋常的氛圍，在放學後藉著分送麵包的機會，試圖向對方詢問相關細節，卻因為一護藉著歸還漫畫的理由轉移焦點，只好先行返回自己的住處。從龍弦口中，得知雨龍被獲得特殊力量的人類襲擊重傷後，織姬遇上了獅子河原與月島秀九郎，並使她認為是月島襲擊了雨龍，接著織姬試著阻止月島懲處獅子河原，結果她被月島「終結之書」的能力刺穿胸膛但毫髮無傷，之後她對於自己向隨後趕到現場的一護及茶渡脫口說出月島先生是「朋友」感到疑惑不已。事後她把自己被月島刺穿以及莫名覺得月島是熟人的疑點告訴茶渡，之後她治療重傷入院的雨龍，還受茶渡委託協助一護進行第三階段的訓練，並在銀城攻擊接受治療的一護時用四天抗盾反彈銀城的攻擊，並警告對方若是不想因此受傷就不得擅自干預治療的過程（動畫版第357集增加與茶渡聯手對抗月島，並使用四天抗盾保護茶渡的劇情，但最後因月島發動了自己的能力，導致嘗試使用孤天斬盾的織姬和茶渡精神暫時崩潰）。因受到月島的能力影響，織姬在大宅邸事件裡與月島站在同一陣線，幫月島恢復斷臂（動畫版修改成治療左臂傷口）後，還用三天結盾保護他。卻因為見到一護被銀城奪去完現術時跪地吶喊的場面而受到動搖，遭到月島利用精神威脅影響而無法動彈之際，被浦原喜助從後方用空手擊昏並帶回浦原商店休養。事後織姬雖然順利恢復正常狀態，但失去了所有關於月島的記憶，還對莉露卡能被救回一命感動得當場落淚（動畫版省略失去月島相關記憶的劇情，並在恢復正常後，與一護的其他親友聚在小野瀨川旁，迎接剛從屍魂界回到現世的一護）。

### 千年血戰篇
特大虛襲擊空座町的夜晚，織姬跟著茶渡和雨龍來到現場協助一護作戰，並負責治療身受重傷的龍之介與志乃。透過龍之介、妮露、沛薛的轉告，得知屍魂界遭受襲擊和虛圈失守的消息後，便隨同一護等人前往虛圈展開救援行動，並且遭到虛圈狩獵隊長「J」基路傑‧歐丕的襲擊。她試圖對身受重傷的三個女破面 阿帕契、米菈·羅茲、孫孫展開治療和保護，卻因為基路傑施展滅卻師完聖體，發揮絕對靈子掌控的能力，導致她的三天結盾被完全的吸收瓦解。孫孫運用能力隱藏一行人蹤跡的期間，米菈·羅茲認出織姬正是先前被藍染帶至虛圈的「崩姬」，正欲詢問她再次抵達虛圈的理由，但由於孫孫力量不足，導致基路傑輕易地破解了隱藏術，被基路傑使用能力「聖隸」吸收身上的部分靈子而受了輕傷。其後織姬接受浦原喜助的委託，準備與泰虎從基路傑的身上搜出奪取死神卍解的金屬胸章，卻因為浦原誤判對方已死亡而疏於防備，還來不及施展力量就被基路傑利用「神聖滅矢」攻擊受傷，但為了保護因處於未覺醒狀態而力量單薄的妮露，所以在自己受傷的時候仍然以肉身保護著她。
事後織姬透過浦原的通訊裝置，向一護和屍魂界報告一行人平安無事的消息，她跟著浦原等人抵達虛圈的涅各爾遺跡進行某項研究，並且趁著特訓期間稍作歇息的空檔，向泰虎透露自己對於能夠拯救破面和為了死神努力而感到欣慰，希望持續幫助眾人重視彼此的世界，不讓戰爭再度發生。及後於無形帝國領導人猶哈巴赫即將進攻靈王宮之際，換上浦原特製的服裝，偕同茶渡通過黑腔抵達瀞靈廷，為一護施展「三天結盾」擋下雨龍的攻擊，並且在後者險遭大範圍的衝擊波波及時，再度施展「三天結盾」保護一護、茶渡、自己免受爆炸的衝擊。
後藉著喜助的襄助，偕同一護、茶渡、夜一、岩鷲抵達靈王宮，欲阻止猶哈巴赫殺害靈王，卻因為猶哈巴赫利用己身「全知全能」的能力驅使一護親手殺害靈王，造成屍魂界、斷界、現世、虛圈的崩壞。織姬欲運用能力將被斬殺的靈王加以復原，但被猶哈巴赫直接破解招式。之後偕同一行人移至靈王宮的偏僻角落，為夜一療傷，和葛力姆喬、恢復原型的妮露、莉露卡、雪緒會合，眾人搭乘喜助和夜一委託莉露卡和雪緒運用能力創造的空間，沿著夜一預先設置的木樁軌跡重返被猶哈巴赫改造為「真世界城」的靈王宮。
一護被「D」亞斯金·奈克魯瓦爾擊倒後，茶渡和織姬為救援一護而抵達現場，遭後者以「毒藥之浴」牽制行動而險些窒息，被隨後趕到的夜一解危。三者趕到真世界城，遭遇和「B」雨葛蘭·哈斯沃德對峙的雨龍，獲知其欲摧毀真世界城的計畫，卻在逃離雨葛蘭的期間，因為真世界城的機關遭啟動而被沙粒形成的追兵襲擊。一護和織姬透過茶渡和岩鷲的掩護逃離現場，直達猶哈巴赫所在的宮殿，織姬則於瀕臨決戰之前，被一護委託於對抗猶哈巴赫期間擔負防守的職責，仍被猶哈巴赫釋放的強大力量影響受傷。
在織姬無法修復被猶哈巴赫斬斷所有未來的天鎖斬月而自責之際，先前曾經為敵的完現術者月島秀九郎和銀城空吾作為支援者現身戰場，月島指出織姬無法用雙天歸盾復原損毀的天鎖斬月是因為猶哈巴赫改變未來的力量過於強大，隨後他利用終結之書消除一護被猶哈巴赫改變未來的過去，讓織姬成功運用「雙天歸盾」修復天鎖斬月。
在成田良悟著作的官方小說補述到，織姬在戰後暫時和夥伴借宿志波空鶴家，支援護廷十三隊四番隊醫治傷者。

### 結局篇
無形帝國戰役落幕後，織姬返回人間生活，接下來的十年期間，她在高中畢業後和就讀大學的一護正式交往，後來和一護結婚，負責照料家庭內務，育有一子黑崎一勇。劇情尾聲當戀次和露琪亞夫妻倆造訪黑崎家和其餘親友聚會時，招待現場眾人，其子一勇則和戀次與露琪亞的女兒阿散井莓花首度相會。
小說版「WE DO knot ALWAYS LOVE YOU」補述織姬高中畢業後開始工作，在露琪亞準備婚禮期間親手為婚禮頭紗進行刺繡並獻上祝福。

### 獄頤鳴鳴篇
由於一勇先前被發現偷溜出去玩樂的緣故，織姬委託魂協助照顧一勇。

## 盾舜六花

盾舜六花的成員（不含椿鬼），從左上順時針分别為：火無菊、梅嚴、莉莉和菖蒲；舜櫻居中

潛藏在織姬隨身配戴的、六片花瓣的淺藍色成對髮夾中魂力的具體化。六花成員的名字都跟花卉有關，並分別負責攻擊、治療、防禦的技能，偶爾也會被織姬用來搜尋其他的對象。當六花成員死去的同時，對應的髮夾花瓣也會損毀。
假面軍勢的有昭田缽玄為她修復椿鬼時，指出她的能力組成靈子較為脆弱，因此不適合在前線戰鬥。而在虛圈時十刃 No.5的從屬官戴斯樂也告誡她的力量固然很強，不過身為媒介的髮夾卻相當的脆弱，連他都能將之破壞，因此後期的織姬才將髮夾別在領子上，並用頭髮遮住。在戰鬥的時候，則將髮夾拿在手上，以保髮夾不被敵人摧毀。
藍染提到織姬因為詛咒自己的無能為力，加上崩玉能將週遭事物的內心想法具現化，織姬才會擁有盾舜六花的能力。織姬的六花屬結界性與鬼道相似，所以六花的強度也跟靈言詠唱有關。當織姬詠唱靈言發動六花時，孤天斬盾的攻擊力會被提高。而三天結盾的防禦力會被提高之外，也會增加反彈或抵消近距離或者較弱的攻擊的功能。
她使用力量需要媒介（髮夾）近似於完現術，但施展出來的能力（盾舜六花）和假面的能力十分接近，甚至連技術開發局的局長涅繭利也從來沒看過，而官方至今為止都未曾確切地透露關於織姬力量類型，所以到現在還是個謎。動畫版的靈壓顏色為橙黃色。
千年血戰篇裡，織姬經過虛圈的修行後，六花的髮夾變成別在兩側頭髮的大型髮飾。
舜櫻（Shuno）
日本配音：野田順子；台灣配音：錢欣郁
執行治療技能的成員之一。顏色以淺青色為主。綁單束黃髮的紅衣女性，是六花的隊長。名字由來取自櫻花。
莉莉（Lily）
日本配音：釘宮理惠；台灣配音：馮嘉德
執行防禦技能的成員之一。顏色以粉紅色為主。桃紅色頭髮，戴黃色護目鏡，左臀有心型刺青的女性。名字由來取自英文的百合。
菖蒲（Ayame）
日本配音：瀨那步美；台灣配音：錢欣郁
執行治療技能的成員之一。顏色以深紅色為主。綁黑色雙髮辮，性情較保守的粉衣少女。名字由來取自菖蒲。
火無菊（Hinagiku）
日本配音：岸尾大輔；台灣配音：林谷珍
執行防禦技能的成員之一。顏色以藍色為主。左眼戴單眼鏡，身材高挑瘦削，高警惕心的紫衣男子。名字由來取自日文的雛菊。
梅嚴（Baigon）
日本配音：梁田清之；台灣配音：劉傑
執行防禦技能的成員之一。顏色以白色為主。體型巨大，綁著灰色髮辮，戴梅花圖案口罩的男子。名字由來取自梅。
椿鬼（Tsubaki）
日本配音：森川智之；台灣配音：吳文民
執行攻擊與反擊技能的唯一成員。顏色以黑紅色為主。配戴圍巾，性情粗暴，對織姬傲慢無理的黑髮男子。名字由來取自日文的山茶花。

### 技能與招式
藍染評價織姬的能力是「萬象的拒絕」，並非時間還原或空間回復的程度，而是在兩者之上能夠輕易跨越事象界線的能力，將其形容為完全侵犯神的領域。
解放語：「我拒絕」，中期後能憑意志解放而能省略靈言，大幅提升了防禦和攻擊的速度。
「孤天斬盾」飛出攻擊後，不管成功與否都會憑空消失，並重新出現在髮夾上，這樣使織姬能在最短的時間內發出下一次孤天斬盾攻擊。其他六花在織姬取消技能後，才會飛回到髮夾上。第二部劇情開始，當織姬的力量提升後，更適合在前線戰鬥，她甚至可以將不同性能的六花組合成新的招式。
| 招式名稱                         | 簡介 |
| -------------------------------- | --- |
| 技「孤天斬盾」（Koten Zanshun）  | 攻擊術。拒絕「盾之內外」的「物質結合」。椿鬼化身為橙黃色的飛行利刃，將物質對象切割分離，而且不管攻擊成功與否都會憑空消失，並重新出現在髮夾上（見動畫138話織姬和露琪亞練習的時候）。初期的織姬使用孤天斬盾時，椿鬼周圍的靈壓並不穩定，而且只能正面直線攻擊；中期熟練此技能後，椿鬼周圍覆蓋的靈壓已穩定，所以攻擊力有所提升，並能隨意控制孤天斬盾的飛行。 |
| 技「雙天歸盾」（Soten Kisshun）  | 治療術。拒絕「盾之內」的一切不良影響。舜櫻與菖蒲之間張開橙黃色的屏障，把需保護的對象圍在其中。處在盾內側的被保護事物可以治療傷口，還能讓斷肢者的斷肢再生，解除控制狀態（詳見動畫第85話與第86話），修復受損的物體。後來甚至能將剛受創死亡不久的人復活，並能反彈屏障內部的打擊。根據藍染的分析，是能將事物所受到的影響、損傷等完全「拒絕」化為虛無的侵犯神的領域的能力。屏障的大小和被保護者的傷勢復原速度，則視被保護者的人數多寡和傷勢程度而定。原先在靈壓方面的恢復效率並不高，後期能連同靈壓一起恢復 。 目前已知此能力對遭受猶哈巴赫毀壞的靈王，以及被猶哈巴赫「斬斷未來」的物體（例如一護於千年血戰篇取得的天鎖斬月）無法復原，同時對受到致命损伤后经过时间过长、魂魄完全消失或连踪迹本身都没有残存下来的對象無法起作用。但是月島秀九郎在千年血戰篇透過利用「終結之書」能力消除一護被猶哈巴赫改變未來的過去，成功地讓織姬順利修復天鎖斬月。                               |
| 技「三天結盾」（Santen Kesshun） | 防御術。拒絕「盾之外」的攻擊。火無菊、梅嚴、莉莉歸位到逆三角形的頂點位置，然後張開橙黃色的三角形之盾防禦攻擊，但若承受過於強力的攻擊會使其在一次性防禦后就碎裂，此招亦會被吸收靈子型的攻擊技能（例如滅卻師的「聖隸」）所破解。盾的守護對象、出現位置、面積大小，視乎織姬的意識和需求而定。倘若三盾在張開後尚未承受任何攻擊，則可持續留在指定對象的身邊，直至織姬取消盾的存在為止（詳見破面篇織姬施展三天結盾保護草鹿八千流的時候）。中期後可以張開三盾來攻擊或以輕微的黃色電擊彈開較弱的近身攻擊（例如露琪亞放棄詠唱的破道之三十三，和普通的斬擊，詳見動畫版第85與86話與動畫138話織姬和露琪亞練習的時候），並且能承接從高處落下的人。中期能防禦卻不完全碎裂的極限是大虛虛閃與第十二番隊第7席的白雷，後期甚至可以擋下一護的斬擊。千年血戰篇經過虛圈的修行趕來屍魂界後，可以擋下雨龍的「光之雨」和猶哈巴赫釋放的黑色能量卻完好無損，甚至能變成半圓罩式的防禦盾抵擋外來的攻擊。 |
| 技「四天抗盾」（Shiten Koshun）  | 第二部劇情增加的防禦反擊術。拒絕並反射「盾之外」近距離的攻擊。火無菊、梅嚴、莉莉、椿鬼張開橙黃色的三角錐之盾進行防禦，當盾牌受到斬擊攻擊的瞬間，會吸收敵人攻擊的部分力量，爆發並且擴散衝擊，同時能夠利用椿鬼進行反射攻擊。簡單的來說就是爆發反應裝甲。作用雖然比三天結盾強，但僅適合用於防衛反彈近身的攻擊。 |

### 遊戲原創技
| 招式名稱           | 簡介 |
| ------------------ | --- |
| 三天障壁           | PS2遊戲版的原創防禦反擊術。「拒絕」敵人的靠近及攻擊。火無菊、梅嚴、莉莉三人在織姬腳下周圍的地上張開三角形的三天障壁，能彈開範圍內的敵人，及一些強力的攻擊。類似露琪亞的初之舞‧月白。 |
| 六花結盾斬         | PS2遊戲版的原創攻擊術。 結合六花全部成員的力量形成一個像結界般的三角形光束冲向敵人，威力類似虛閃。不過發動條件是得在雙掌間發出。                                                     |
| 盾瞬六花－否決之刃 | PSP遊戲版的原創攻擊術。 一次性召喚所有六花。火無菊、梅嚴、莉莉、舜櫻、小菖，分別快速沖擊形成微小光圈撞擊敵人，而在敵人被撞擊後，椿鬼使用否決之力量給對手最後一擊。                   |
| 彩虹的言靈         | WII遊戲版的原創攻擊術。用六花快速旋轉，形成粉紅色的龍卷風攻擊敵人。 |

## 卷首語
- 「如果我是那雨滴的话...那么，我能够像把不曾交会的天空与大地连接起来那样...把某人的心串联起来吗？ 」——單行本第三集。
- 「我们，不是相互……融合的個體。沒有兩個……相同的外貌。因為不具……第三隻眼睛。在第四個方位……看不到任何希望。第五個則是……心臟的所在。」——單行本第二十七集。

## 其他媒體
織姬在《BLEACH》動畫第2集甩蔥的五幅畫面，被製成《甩蔥歌》的Flash動畫而引起關注。織姬也作為次要角色出現在劇場版動畫《無人的記憶》和《鑽石星塵的反叛》裡。此外她還作為一位可操縱角色在《Heat the Soul》等BLEACH電子遊戲中出現。

## 備註
1. ↑  1.在松原真琴著作的官方小說「The Honey Dish Rhapsody」裡，織姬曾經接受護廷十三隊成員的招待，品嘗含有高度數酒精的德利最中，但最後因為承受不了酒精的強度而當場醉倒在地，還被當時在場的其他人扶去休息。
2. ↑  2.同時亦成為劇中非屬滅卻師和完現術者，卻能藉著大氣中的靈子於空中移動的人類的首例。
3. ↑  3.漫畫正式連載前，織姬被設定成遭到變成虛的父親攻擊導致靈魂出竅，又遭一護砍斷因果之鏈而無法復生，以言語感化父親後被露琪亞短暫帶回死神國度[15]。
4. ↑  4.在松原真琴著作的官方小說「The Death Save the Strawberry」，則提及許多顧客因為看見織姬享用該店糕點的模樣，紛紛慕名前往該店消費，以至於發覺店裡生意變好的店主決定雇用她成為兼職店員
5. ↑  5.漫畫第491章，織姬運用雙天歸盾為受傷的破面治療時，作者將招式名稱誤寫為「三天結盾」。